# Kovatjevo (distrikt i Bulgarien, Stara Zagora)
Kovatjevo (bulgariska: Ковачево) är ett distrikt i Bulgarien.   Det ligger i kommunen Obsjtina Radnevo och regionen Stara Zagora, i den centrala delen av landet, 230 km öster om huvudstaden Sofia.
Trakten runt Kovatjevo består till största delen av jordbruksmark. Runt Kovatjevo är det ganska glesbefolkat, med 31 invånare per kvadratkilometer.